# Юніорська збірна Білорусі з хокею із шайбою
Юніорська збірна Білорусі з хокею із шайбою — хокейна команда, складена з гравців віком не більше 18 років, яка представляє Білорусь в міжнародних матчах і турнірах. Найкращий результат на чемпіонатах світу — 5 місце в 2002 році.

## Історія
Після розпаду Радянського Союзу юніорські збірні утворених незалежних республік були запрошені для участі в групі С чемпіонату світу серед юніорів 1993 року. Білоруські юнаки швидко прогресували і в 1995 році виступали вже в найсильнішому дивізіоні. В Берліні вони програли усі три зустрічі групового раунду, і зберегти місце в еліті вдалося лише за рахунок нічиєї з Норвегією у втішному раунді і найкращій різниці шайб.
З тих пір юніорська збірна Білорусі постійно міняла прописку, переміщуючись між вищим і першим дивізионами: в 1996, 2000, 2002, 2003, 2004, 2006 та 2010 роках команда брала участь в чемпіонатах світу групи А, а в 1997, 1998, 1999, 2001, 2005 та з 2011 року — в групі B.
28 лютого 2022 року ІІХФ відсторонила збірну Білорусі від участі в міжнародному хокеї через російське вторгнення в Україну до подальшого розпорядження.

## Склад команди
Підготовку до чемпіонату світу 2010 збірна Білорусі розпочне 22 березня в «Раубичах». Головний тренер Володимир Сафонов викликав до команди наступних хокеїстів:
Основні скорочення:

А — альтернатива, К — капітан, Л — ліва, П — права, ЛК — лівий крайній, ПК — правий крайній, Ц — центровий,  — травмований.
Станом на 20 березня 2010
| Голкіпери | Голкіпери       | Голкіпери | Голкіпери       | Голкіпери    | Голкіпери |
| #         | Гравець         | Кидок     | Дата народження | Клуб         |           |
| --------- | --------------- | --------- | --------------- | ------------ | --------- |
| '         | Ян Шелепнєв     | Л         | 16 лютого 1993  | Динамо-Юніор |           |
| '         | Сергій Степанов | Л         | 23 січня 1993   | Юність       |           |
| '         | Антон Агрес     | Л         | 12 лютого 1992  | Брест        |           |

| Захисники | Захисники          | Захисники | Захисники       | Захисники             | Захисники |
| #         | Гравець            | Кидок     | Дата народження | Клуб                  |           |
| --------- | ------------------ | --------- | --------------- | --------------------- | --------- |
| '         | Дмитро Лук'яненко  |           | 1992            | Гомель                |           |
| '         | Дмитро Жевлоченко  |           | 1992            | Керамін               |           |
| '         | Микита Туровець    |           | 1992            | Керамін               |           |
| '         | Євген Леонов       | Л         | 12 травня 1992  | Вітебськ              |           |
| '         | Владислав Лемачко  | Л         | 11 квітня 1992  | Брест                 |           |
| '         | Микита Кардашев    | П         | 25 вересня 1992 | Юність                |           |
| '         | Руслан Андрейчиков |           | 1992            | Гомель                |           |
| '         | Олександр Ісхаков  |           | 1992            | Юність                |           |
| '         | Олександр Дяченко  | Л         | 20 лютого 1992  | Вітебськ              |           |
| '         | Роман Граборенко   |           | 1992            | Філадельфія Револушнс |           |

| Нападники | Нападники         | Нападники | Нападники | Нападники       | Нападники        | Нападники |
| #         | Гравець           | Позиція   | Кидок     | Дата народження | Клуб             |           |
| --------- | ----------------- | --------- | --------- | --------------- | ---------------- | --------- |
| '         | Денис Далидович   |           |           | 1993            | Шаттак Сент-Марі |           |
| '         | Павло Коннов      |           |           | 1992            | Юність           |           |
| '         | Станіслав Лопачук |           |           | 1992            | Юність           |           |
| '         | Артур Гаврус      |           |           | 1994            | Німан            |           |
| '         | Єгор Агеєнко      |           |           | 1992            | Хімік-СКА        |           |
| '         | Юрій Серяков      |           |           | 1992            | Керамін          |           |
| '         | Артур Амбьотка    |           | Л         | 15 червня 1992  | Юність           |           |
| '         | Максим Парфеєвець |           |           | 1992            | Керамін          |           |
| '         | Олексій Скабелка  |           | Л         | 7 грудня 1992   | Гомель           |           |
| '         | Ігор Карабанов    |           | Л         | 5 травня 1992   | Брест            |           |
| '         | Руслан Журня      |           | Л         | 1 березня 1992  | Хімік-СКА        |           |
| '         | Артем Васько      |           | П         | 9 грудня 1992   | Юність           |           |
| '         | Артем Лівша       |           | П         | 24 вересня 1992 | Хімік-СКА        |           |
| '         | Андрій Сенкевич   |           |           | 1992            | Атлант           |           |
| '         | Ян Калашников     |           |           | 1992            | Ванкувер Тбердс  |           |

- Головний тренер: Володимир Сафонов
- Асистент тренера: Андрій Заливако
- Асистент тренера: Павло Перепихін